# Albazino
Albazino (en russe : Албазино, en chinois : 阿尔巴西 ; pinyin : Aerbaxi) est un village situé dans le raïon de Skovorodino, dans l'Oblast de l'Amour en Russie. Il est le centre du conseil de village d'Albazinski. C'est le premier établissement russe sur le fleuve Amour.

## Géographie
Le village d'Albazino est situé sur la rive gauche de l'Amour à la frontière entre la république populaire de Chine et la Russie.
Le village s'étend au sud du raïon de Skovorodino dont le centre est la ville de Skovorodino, distante par la route de 85 kilomètres
La station de chemin de fer la plus proche est Reïnovo dans le village de Djalinda.
Une ligne d'autobus relie le village à la ville de Skovorodino.
Une route part du village vers le sud le long du fleuve Amour vers le hameau d'Ossejino (11 habitants en 2018) .

## Histoire

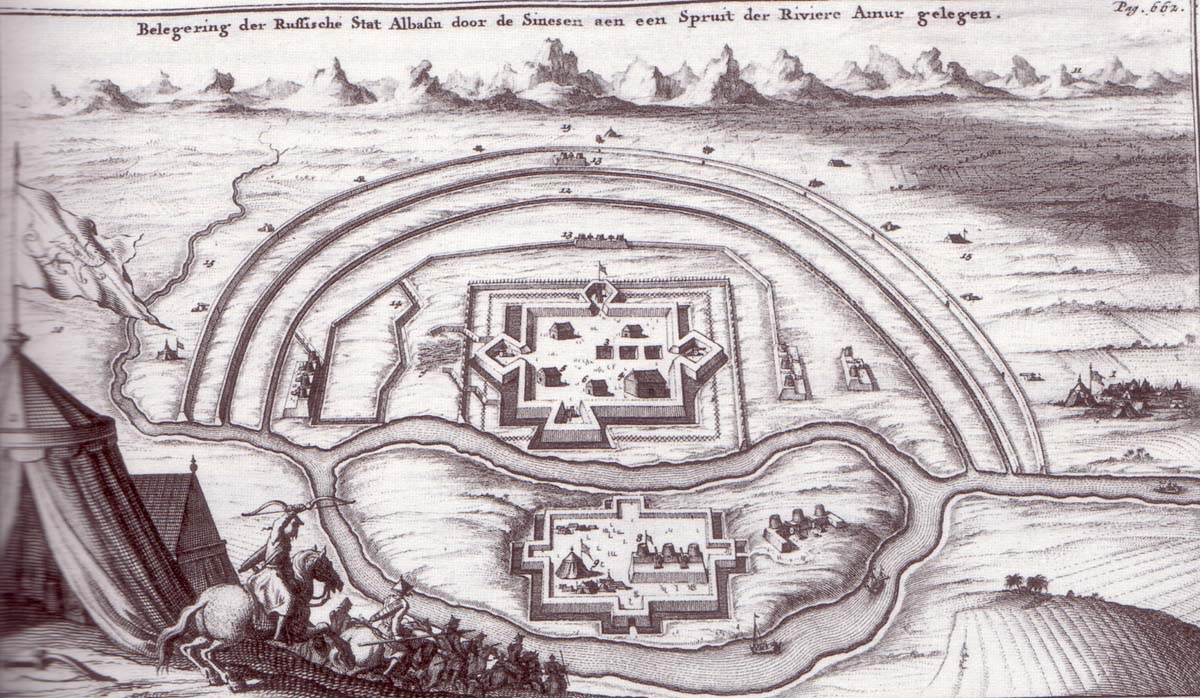
Les forces de la Dynastie Qing assiègent Albazino en 1685 et 1686.

En 1651, Ierofeï Khabarov prend Albazino au prince daur Albaz. Cette place forte est située sur le fleuve Amour, non loin des rivières Chilka et Argoun, en face de l'embouchure de la rivière Albazika. En 1685 et en 1686, le fort d'Albazino est assiégé par l’armée chinoise puis pris et rasé. Le 27 août 1689 le traité de Nertchinsk entre la Russie et la Chine fixe la frontière entre les deux pays, conservant la rive sibérienne de  l’Amour à la Chine jusqu'au  Pacifique et il restera en vigueur pendant environ 150 ans. Par ailleurs, selon l'article 3 du traité, la ville russe d'Albazino est rasée.